# جوناثان برينت
جوناثان برينت (بالإنجليزية: Jonathan Brent)‏ هو مؤرخ أمريكي، ولد في 1949.